# Marmosops handleyi
Marmosops handleyi e вид опосум от семейство Didelphidae.
Това е ендемичен за Колумбия вид обитаващ тропическа гора на надморска височина 1400 m в департамент Антиокия. Видът е критично застрашен поради факта, че местообитанието му се свежда до силно ограничен район с големина едва от 10 до 100 km². Храни се с плодове и насекоми. Активни са нощем, дървесен вид.